# Ion Trivale
Ion Trivale (n. Iosif Netzler; n. 13 mai 1889, Pitești, România – d. 11 noiembrie 1916, Zimnicea, Teleorman, România) a fost un critic literar și traducător din România. 
Criticul literar George Călinescu a spus cândva că „dacă Ion Trivale nu ar fi murit atât de tânăr, critica literară românească ar fi arătat astăzi altfel”.
Părinții lui Ion Trivale erau evrei: tatăl său, Adolf, era negustor, iar mama lui, care era verișoara lingvistului Lazăr Șăineanu, pe nume Șarlota (uneori scrise Charlotte). După absolvirea Liceului „Ion C. Brătianu” în 1907, așa cum reiese din Certificatul de absolvire nr. 332/10 iulie 1907, a urmat Facultatea de Literatură și Filozofie, Universitatea din București, pe care a terminat-o în 1910. Între 1910 și 1911 a efectuat serviciul militar la arma infanterie, ca soldat cu termen redus. La data de 5 noiembrie 1910 se prezenta pentru încorporare, la Regimentul 4 Dorobanți „Argeș” tânărul cu părul castaniu, fața roșcovană, ochi căpriu și talia de 1,77 m.   Între 23 iunie și 27 august 1913, a participat la bătălii din Bulgaria în timpul celui de-al doilea război balcanic, ca membru al Regimentului 4 Dorobanți Argeș. El a fost ucis în luptele care au avut loc în jurul orașului Zimnicea, pe Dunăre, la 11 noiembrie 1916.
La 17 noiembrie 1933 rămășițele sale au fost transferate la București și înmormântate în cimitirul evreiesc „Filantropia”.
A debutat în 1910 în revista Convorbiri literare cu un articol despre drama Apus de soare de Barbu Ștefănescu Delavrancea.
La 26 ianuarie 1917 i s-a acordat ca o recunoaștere a vitejiei și curajului de care a dat dovadă, post mortem, gradul de locotenent  cu vechimea de la 1 noiembrie 1916 și medalia Crucea Comemorativă cu Baretele „Dunărea”.
Casa în care s-a născut este un muzeu care îi poartă numele.

## Cărți
- Cronici literare, Editura Socec, București, 1915
- Mark Twain, Schițe umoristice, 1916 (traduceri)